# Níger en los Juegos Olímpicos de Río de Janeiro 2016
Níger participó en los Juegos Olímpicos de Río de Janeiro 2016 con un total de seis deportistas, que compitieron en cuatro deportes. Abdoul Razak Issoufou, competidor de taekwondo, fue el abanderado en la ceremonia de apertura.

## Medallas
| Medalla          | Nombre                | Deporte   | Evento            | Fecha        |
| ---------------- | --------------------- | --------- | ----------------- | ------------ |
| Medalla de plata | Abdoul Razak Issoufou | Taekwondo | +80 kg masculinos | 20 de agosto |